# Madeha al-Ajroush
Madeha al-Ajroush es una activista saudí por los derechos de las mujeres, psicóloga y fotógrafa. Fue detenida por las autoridades saudíes en mayo de 2018 junto con Loujain al-Hathloul y otras personas.

## Biografía
Nació en el seno de una familia vinculada a la diplomacia, desarrolló sus primeros estudios en su ciudad natal y tempranamente se interesó por la fotografía. Más adelante contrajo matrimonio y viajó a Oklahoma acompañando a su esposo que completaba allí sus estudios superiores. Durante la estadía en Estados Unidos, al-Ajroush se formó como psicoterapeuta y a principios de la década de 1980 regresó con su esposo a su país natal. Madeha al-Ajroush es madre de dos hijos.

Sobre su juventud, al-Ajroush relata: 

"Mi padre no pensaba que una mujer debería estudiar una licenciatura en psicología, ya que no era algo apreciado por mi familia. Entonces fue cuando decidí tomar la fotografía para liberar mi frustración. Viví en Jeddah, me aburrí, cogí una cámara y comencé a fotografiar el jardín porque no había nada más que hacer. A partir de ahí mi carrera fotográfica realmente se abrió. Más tarde me casé con alguien que creía en la educación y creía en mí y quería estudiar psicología. Tengo mi educación como psicoterapeuta. Pero en ese momento tenía muchas habilidades para la fotografía, y cuando llegó lo digital, utilicé la fotografía como medio para expresarme sobre los problemas de las mujeres en Arabia Saudita".

A lo largo de su carrera como fotógrafa publicó tres libros. Sus trabajos fueron expuestos en varias ciudades, incluyendo Paris y Abu Dabi.

## Activismo por los derechos de las mujeres
Madeha al-Ajroush es considerada una veterana en el activismo por los derechos de las mujeres en Arabia Saudita.  En 1990 participó en las primeras protestas de mujeres sauditas contra la prohibición de conducir vehículos. Como resultado de estas acciones, al-Ajroush fue detenida, perdió su trabajo y su pasaporte.  
Con la primera Guerra del Golfo desarrollándose en la vecina Kuwait, "ver a mujeres soldados estadounidenses instaladas en Arabia Saudita conduciendo vehículos dio a las mujeres el impulso que necesitaban para actuar". Como un castigo adicional por esta acción, las autoridades sauditas destruyeron los negativos fotográficos creados por al-Ajroush durante 15 años.
En 2011, en el marco de otra protesta, al-Ajroush se filmó a sí misma conduciendo un vehículo y publicó el vídeo en YouTube. El vídeo estaba acompañado de un mensaje en su propia voz que decía "Es el momento de que las mujeres sauditas conduzcan. Yo estoy lista. Mi hija está lista. Y la sociedad está lista".
En 2013, al-Ajroush expresó en una entrevista para The Telegraph: "En 1990 estaba absolutamente aterrorizada [...] no había redes sociales para resaltar lo que estábamos haciendo y protegernos".
El 15 de mayo de 2018 fue detenida por las autoridades saudíes, junto a Loujain Alhathloul, Eman al-Nafjan, Aziza al-Yousef, Aisha al-Mana, y algunos hombres, adherentes a la campaña en contra de la tutela masculina. Human Rights Watch interpretó que el objetivo de los arrestos era provocar terror en "cualquiera que exprese escepticismo sobre la agenda del príncipe heredero acerca de derechos". Las autoridades saudíes acusaron a los activistas arrestados de tener "contacto sospechoso con grupos extranjeros", proporcionar apoyo financiero a "elementos hostiles en el extranjero" y reclutar trabajadores del gobierno. Según The Independent, los arrestos se produjeron "solo seis semanas antes de que Arabia Saudita deba levantar la única prohibición mundial sobre la conducción de vehículos por parte de mujeres".
Madeha al-Ajroush y Aisha al-Mana fueron liberadas unos días después, en tanto los otros activistas permanecieron bajo arresto.